# Filipe Cardoso
Filipe Duarte Sousa Cardoso (15 de mayo de 1984) es un ciclista portugués que fue profesional entre 2006 y 2019.
En enero de 2020 anunció su retirada tras 14 años como profesional.

## Palmarés
2007
- 1 etapa de la Vuelta a Chihuahua

2009
- 1 etapa de la Vuelta al Alentejo

2011
- Gran Premio Crédito Agrícola de la Costa Azul, más 1 etapa
- 1 etapa de la Vuelta al Alentejo
- 3.º en el Campeonato de Portugal en Ruta

2012
- 1 etapa de la Vuelta al Alentejo

2015
- 1 etapa de la Vuelta a Portugal